# Poa confinis
Espèce
Poa confinis, le pâturin des plages,  est une espèce de plantes monocotylédones de la famille des Poaceae, sous-famille des Pooideae, originaire de la côte de l'ouest de l'Amérique du Nord de la Colombie-Britannique au nord de la Californie, où elle pousse sur des plages, des dunes et dans d'autres habitats côtiers. 

## Description
Poa confinis est une herbe vivace qui pousse en petites touffes avec des rhizomes et des stolons, atteignant jusqu'à environ 30 centimètres de haut. Les feuilles étroites sont fermes à raides et parfois pliées ou enroulées sur les bords. L'inflorescence est une petite panicule compacte d'épillets. La plante est dioïque, avec des individus mâles et femelles qui produisent différents types d'inflorescences, assez semblables en apparence. 